# Krochmalnia

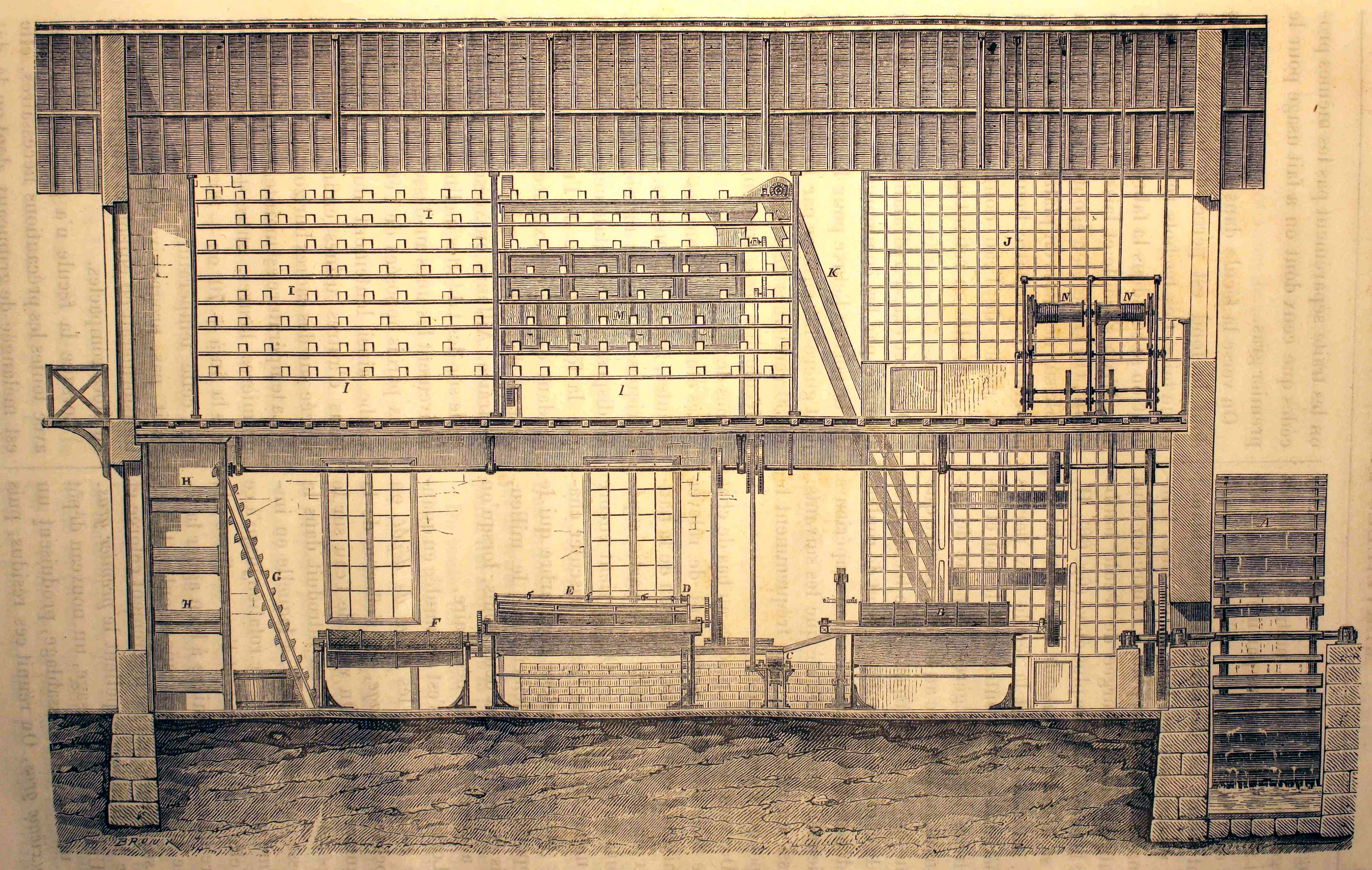
Przekrój krochmalni z napędem wodnym, francuska grafika z 1873 r.

Krochmalnia – zakład przemysłu rolno-spożywczego, przerabiający surowiec (rośliny bogate w skrobię) na produkt – mączkę skrobiową, zwaną potocznie krochmalem.
Proces technologiczny polega na wypłukiwaniu ziaren skrobi i następnie ich suszeniu. Produkt uboczny to wycierka i wody odpływowe, wykorzystywane m.in. jako pasza.
Pierwsze krochmalnie na ziemiach polskich powstały w latach siedemdziesiątych XIX wieku.